# Règle de trois (pièce de théâtre)
Pour la méthode mathématique, voir Règle de trois.
Règle de trois (Rule of Three) est une collection de trois pièces de théâtre policières originales d'Agatha Christie de 1962 jouées successivement :
- Afternoon at the seaside
- The Patient
- The Rats

## Historique de la pièce
En 1962, Agatha Christie écrit trois pièces d'un seul acte qu'elle regroupe sous le titre Règle de trois.
La pièce est produite par Peter Saunders (en). La première a lieu le 20 décembre 1962 au Duchess Theatre (en) de Londres sous la direction d'Hubert Gregg (en).

## Afternoon at the seaside
L'action se déroule un après-midi d'été sur la plage de Little-Slippyng-on-Sea.

### Distribution
Distribution originale de 1962 :
Mise en scèneHubert Gregg (en)
DécorsPeter Rice
Comédiens
- David Langton : Bob Wheeler
- Betty McDowall : Noreen Somers
- Michael Beint : Arthur Somers
- Robert Raglan : George Crum
- Mabelle George : Mrs Crum
- Vera Cook : une mère
- John Quayle : un jeune homme
- John Abineri : le préposé à la plage
- Margot Boyd : Mrs Gunner
- Raymond Bowers : Percy Gunner, son fils
- Mercy Haystead : la belle
- Robin May : Inspecteur Foley

## The Patient
L'action se déroule dans une chambre d'une maison de retraite.

### Distribution
Distribution originale de 1962 :
Mise en scèneHubert Gregg (en)
DécorsRoger Furse
Comédiens
- Raymond Bowers : Lansen
- Mercy Haystead : l'infimière
- Robert Raglan : Dr Ginsberg
- David Langton : Inspecteur Cray
- Michael Beint : Bryan Wingfield
- Vera Cook : Emmeline Ross
- Robin May : William Ross
- Betty McDowall : Brenda Jackson
- Rosemary Martin : le patient

## The Rats
L'action se déroule de nos jours dans l'appartement de Michael Torrances dans Hampstead (Londres).

### Distribution
Distribution originale de 1962 :
Mise en scèneHubert Gregg (en)
DécorsRoger Furse
Comédiens
- Betty McDowall : Sandra Grey
- Mercy Haystead : Jennifer Brice
- David Langton : David Forrester
- Raymond Bowers : Alec Hanbury